# Zangba
Zangba est une localité de République centrafricaine située dans la préfecture de Basse-Kotto dont elle constitue l'une des six sous-préfectures.

## Géographie
La localité est située sur la rive droite de la rivière Oubangui qui constitue la frontière avec le Congo RDC. 

## Histoire
Le poste de contrôle administratif de Zangba est créé le 20 novembre 1982 dans la sous-préfecture de Mobaye. En mai 2002, la localité est érigée en sous-préfecture.

## Administration
La sous-préfecture de Zangba est constituée des deux communes de Ouambé et Yabongo.